# Chiến tranh Ý – Thổ Nhĩ Kỳ
Chiến tranh Ý – Thổ Nhĩ Kỳ hoặc chiến tranh Ý – Ottoman hay Chiến tranh giành lấy Libya   (Thổ Nhĩ Kỳ: Trablusgarp Savaşı, Ý: Guerra di Libia, "War of Libya") là cuộc chiến giữa Vương quốc Ý mới nổi và Đế quốc Ottoman suy yếu.Diễn ra từ ngày 29 tháng 9 năm 1911 đến ngày 18 tháng 10 năm 1912. Kết quả của cuộc chiến này, Ý đã chiếm được Tripolitania của Ottoman, và các tỉnh phụ  là Fezzan, Cyrenaica và Tripoli. Những lãnh thổ này trở thành thuộc địa của Ý, sau này gọi là Libya thuộc Ý
Trong cuộc chiến này, các lực lượng Ý cũng chiếm các đảo Dodecanese trên Biển Aegean. Ý đồng ý trả lại đảo Dodecanese cho Đế quốc Ottoman trong Hiệp ước Ouchy năm 1912. Tuy nhiên, do sự sơ sài qua loa của văn bản, kết hợp với những điều kiện bất lợi cho Đế quốc Ottoman và tiếp theo là chiến tranh Balkan và Thế chiến thứ nhất, góp phần cho Vương quốc Ý có toàn quyền nắm giữ hòn đảo này.
Cuộc chiến là một đả kích rất lớn của Đế quốc Ottoman khi bị một Vương quốc trẻ như Ý đã dễ dàng đánh bại quân Ottoman. Nhận thấy Đế quốc Ottoman đang trong đà suy yếu, các thành viên của Liên đoàn Balkan đã tấn công Đế quốc Ottoman và bắt đầu Chiến tranh Balkan lần thứ nhất.Cuộc chiến là tiền thân của Chiến tranh Balkan và Chiến tranh thế giới thứ nhất.
Trước khi chiến tranh, Anh-Pháp-Nga luôn ủng hộ Ý về vấn đề thuộc địa ở Lybia gây ra những tình huống bất lợi cho Đế quốc Ottoman. Đây cũng là nguyên nhân khiến Ý không tham gia hoàn toàn thế chiến thứ nhất ở phe Liên Minh Trung tâm

## Nguyên nhân
Vương quốc Ý đã có ý định thuộc địa Libya từ việc Đế quốc Ottoman sau Chiến tranh Nga-Ottoman 1877–1878 và các cuộc hoà ước tiếp theo của Đại hội Berlin năm 1878. Dưới sự giúp đỡ của Pháp và Anh trong các cuộc chiến với Nga, Đế quốc Ottoman đồng ý để Pháp chiếm đóng Tunisia. và quyền kiểm soát của Anh đối với Síp. Trên đà suy yếu của Ottoman, Vương quốc Ý đã ám chỉ về vấn đề thuộc địa đối với Pháp và Anh ở Châu Phi, người Pháp đã trả lời Ý:" Tripolitania ra sẽ là đối tác mới của Ý". Ngay sau đó Vương quốc Ý đã thực hiện một thỏa thuận bí mật với chính phủ Anh vào tháng 2 năm 1887 thông qua ngoại giao. Thỏa thuận quy định rằng Ý sẽ ủng hộ quyền kiểm soát của Anh ở Ai Cập và Anh cũng sẽ ủng hộ ảnh hưởng của Ý ở Libya. Năm 1902, Ý và Pháp đã ký một hiệp ước bí mật, cho phép tự do can thiệp vào Tripolitania và Maroc.
Thỏa thuận do Bộ trưởng Ngoại giao Ý Giulio Prinetti và Đại sứ Pháp Camille Barrère đàm phán, đã chấm dứt sự cạnh tranh lịch sử giữa cả hai quốc gia để giành quyền kiểm sát Bắc Phi. Cùng năm, Anh hứa với Ý rằng "bất kỳ sự thay đổi nào trong tình trạng của Libya sẽ phù hợp với lợi ích của Ý". Những biện pháp này nhằm nới lỏng cam kết của Ý với Liên minh Ba nước.
Đối với Tripoli và Cyrenaica để đổi lấy sự ủng hộ của Ý đối với chủ quyền đối Bosphor, Nga đã chấp nhận những lời đề nghị của Ý vấn đề về Libya. Tuy nhiên Vương quốc Ý đã không nhắc về tài nguyên của Libya khan hiếm. Nhà dân tộc chủ nghĩa Enrico Corradini đã dẫn đầu cuộc kêu gọi công khai ở Libya và được tờ báo dân tộc chủ nghĩa L'Idea Nazio viết vào vào 1911. Vương quốc Ý bắt đầu một chiến dịch vận lang quy mô lớn cho một cuộc xâm lược Libya vào cuối tháng 3 năm 1911. Nó được miêu tả một phóng đại nói tài nguyên Libya giàu khoáng sản và có nguồn nước tốt và chỉ được bảo vệ bởi 4.000 quân Ottoman. Ngoài ra, cư dân của nó được mô tả là thù địch với người Ottoman và thân thiện với người Ý

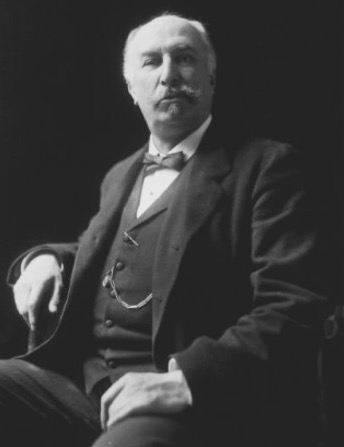
Thủ tướng Vương quốc Ý Giovanni Giolitti, người đã có chính sách thuộc địa Libya